# Ghamubar Zom
El Ghamubar Zom (en urdú: گموبر دزوم) és una muntanya de la serralada de l'Hindu Raj, al Pakistan. Es troba a la regió de Gilgit-Baltistan, prop de la frontera amb Khyber Pakhtunkhwa, i el seu cim s'eleva fins als 6.518 msnm. Té una prominència de 2.133 metres. El poble més proper a la muntanya és Darkot, a la vall de Yasin.
Segons l'Himalayan Index no ha estat encara ascendida i sols hi ha documentat un intent el 1990.